# Turan Mirzəyev
Turan Mirzəyev (Lənkəran, 24 settembre 1979) è un ex sollevatore azero medagliato mondiale ed europeo che ha gareggiato nelle categorie dei pesi leggeri (fino a 69 kg.) e dei pesi medi (fino a 77 kg.).
Ha partecipato a tre edizioni dei Giochi Olimpici.

## Carriera
Nel 2000 Mirzəyev partecipò alle Olimpiadi di Sydney nella categoria fino a 69 kg., piazzandosi al 9º posto finale con 327,5 kg. nel totale.
L'anno successivo vinse la medaglia di bronzo ai Campionati europei di Trenčín con 320 kg. nel totale, alle spalle del turco Ekrem Celil (322,5 kg.) e del russo Andrej Matveev (stesso risultato di Celil).
Nel 2003 Mirzəyev ottenne la medaglia d'argento ai Campionati europei di Loutraki con 340 kg. nel totale e, qualche mese dopo, vinse la medaglia di bronzo ai Campionati mondiali di Vancouver con 327,5 kg. nel totale.
L'anno seguente prese parte alle Olimpiadi di Atene 2004, terminando la competizione al 4º posto finale con 332,5 kg. nel totale.
Dopo un quadriennio di prestazioni poco brillanti, durante il quale tentò anche il salto alla categoria superiore dei pesi medi, partecipò alle Olimpiadi di Pechino 2008 ritornando alla categoria dei pesi leggeri e concludendo in quest'occasione al 5º posto finale con 327 kg. nel totale, diventato poi 4º posto diversi anni dopo, a seguito della squalifica per doping della medaglia di bronzo Tigran Gevorg Martirosyan.